# 等离子体
（plasma），又稱等離子體、电离浆、等离体，是物質狀態之一，是物質的高能狀態。其物理性質與固態、液態和氣態不同。等離子體和氣體一樣，形狀和體積不固定，會依着容器而改變。等離子體有接近完美的導電率，也會在磁場的作用下，顯現出各種三維結構，例如絲狀物、圓柱狀物和雙層等，也可以利用磁場來捕捉、移動及加速各種等離子體，例如可變比沖磁等離子體火箭就是應用了等離子體的這一特性。等離子體最早的含義是整體保持電中性的電離物質，但現實一些不符合原先電中性定義的物質也會被稱為等離子體，如夸克-膠子等離子體等。有關等離子體的一種直覺上的描述稱，等離子體就是會受電磁場影響的流體物質，一般是指各種離子化氣體，然而固體或液體內的自由電子也可以被視為等離子體的一種（非中性等離子體），此外還包括很多受電磁場支配的流體物質。等離子體可以被看成是由一群粒子所組成的系統，因此在數學上可以用統計的方式來研究。
宇宙中充斥着各種各樣的等離子體，是其最常見的物質相態，亦可以經由對處於其他相態的物質的加工取得。現代物理學對氣體與等離子體之間的相變給出了詳細描述，某種氣體在經歷外來的高溫或強電磁場的作用時，此時該氣體內本身存在的游離電子會被加速，並撞擊該氣體的諸中性粒子，使該氣體中各顆中性粒子中的電子與其原子核分離，成為游離電子，而該中性粒子也會因缺少了電子而成為離子。這些分離出來的游離電子又會被該電場加速，再與其他中性粒子碰撞，這稱為氣體的離子化過程。此時該氣體中一部份粒子會擁有比中性狀態更多的電子而成為帶負電荷的陰離子，另外有一部份粒子會擁有比中性狀態更少的電子而成為帶正電荷的陽離子，有一部份粒子則維持中性。離子化後的氣體成為由各顆陰陽離子、游離電子、中性粒子等多種粒子所組成的電中性物質，其中陰離子的電荷量總和與陽離子的電荷量總和相等，這就是物理學上所謂「等離子」，此時物質在大尺度上的總電荷是零，這稱為「準中性」。等離子體含有許多可以自由移动的非中性粒子（載流子），加上諸多非中性粒子带有電磁力，並會受其他非中性粒子的電磁力影響，即是説諸非中性粒子之間可以在不碰撞的情况下發生相互作用，這也解䆁了等離子體的導電及受電磁力支配等的多種性質。最後處於等離子態的物質也可以通過相變轉化為其他三種物質狀態。
等離子體是宇宙重子物質最常見的形態，其中大部分存在於稀薄的星系際空間（特別是星系團內介質）和恆星之中。地球大氣離地表300公里的電離層也是處於等離子態，電離層是地球大氣較外層的氣體吸收了太陽輻射能量，發生光致游離而形成。

## 性質

### 定義
等離子體是由陽離子、中性粒子、自由電子等多種不同性質的粒子所組成的電中性物質，其中陰離子（自由電子）和陽離子分別的電荷量相等，這就是物理學上所謂「等離子」。等離子體內移動中的粒子會產生電磁場，並影響着該物質內每顆帶電粒子的運動，這使等離子體擁有一些特殊的性質，而這些性質也定義了何謂等離子體。這便引申到有關等離子體定義的三個重要部分：
- 諸帶電粒子之間的距離必須足夠接近：當在一個空間內的諸帶電粒子相互作用的影響範圍內都有平均多於一顆帶電粒子，此時諸帶電粒子便能夠相互作用，從而產生集體效應。
- 所描述的尺度必須遠大於电荷作用尺度（德拜長度）：由於負電荷之間的排斥力會抵消正電荷的吸引力（淨電荷），反之亦然，因此每一新增的帶電粒子都會降低全體帶電粒子的對外吸引力，這稱為「屏蔽效应」。當所描述的尺度小於某一特定範圍，範圍內的全體帶電粒子對外仍然有一定吸引力；但當尺度大於某一特定範圍，全體帶電粒子的對外吸引力為零，這一特定範圍稱為「德拜球」，而這個球的半徑稱為「德拜長度」。當所描述的尺度遠大於德拜長度，這意味著所描述的物質的電荷作用力被限制在該尺度的內部，而其對外吸引力則是零。若符合這個條件，則描述的物質可被視為具备「準中性」。（德拜球內的粒子數量為等離子體參數之一）不同的等離子體有不同的德拜長度，視乎組成該等離子體的物質的特性而定；一般氣體放電的德拜長度小於0.1毫米，而星系際介質的德拜長度則可以大於100公里。
- 電漿頻率必須高於粒子碰撞率：如果小範圍內出現正負電荷分離，因離子質量大，可視為固定不動，構成均勻正電背景，電子則在靜電力作用下集體振盪，這就是「電漿振盪」，振盪頻率稱為「電漿頻率」。當一個加在電漿表面的電磁波的頻率小於該電漿的電子振盪頻率，則該電磁波就無法影響該電漿，因此可以假定該電磁波被屏蔽在電漿之外。在電離度非常低而密度高的電離氣體中，帶電粒子與中性分子的碰撞率很高，即粒子間的平均碰撞率大於電漿頻率，則系統的性質將由雙體碰撞（普通氣體動力學效應）決定而不由集體效應（靜電效應）決定，這樣的系統便與氣體無異，因此不能稱為電漿。在電漿系統中碰撞率小於電漿頻率的條件需要被滿足。

#### 非中性等離子體
等離子體的導電性和其帶有的電場的強度和範圍，意味著在足夠大的體積內，正負電荷大體相等，是為「準中性」（英語：Quasineutral)，但由於諸如純粹由負電荷、或者純粹由正電荷所組成的流體物質的集體粒子運動和普通的等離子體相似，因此這些不符合準中性定義的物質也會被稱為一個非中性的等離子體。例子有固體或液體內的自由電子（電子等離子體）、彭寧離子阱中的電子雲、正電子等離子體、或者是夸克-膠子等離子體。非中性等離子體含有過高的淨電荷密度，甚至完全以單種帶電粒子組成，這時電場在該非中性等離子體中的作用是舉足輕重的。
中文對「plasma」一詞的翻譯有二：取其最早的含義（整體保持電中性的電離物質），有中國大陸所用的「等離子體」；台灣則稱「電漿」。有中國大陸的物理學家對這一歷史遺留的尷尬翻譯表示質疑。
- 電子等離子體
- 夸克-膠子等離子體，極高溫與極高密度，相信這種狀態存在於大爆炸宇宙誕生後的最初20或30微秒。
- 正子等離子體

### 等離子體和氣體的比較
等離子體和氣體這兩者有以下若干不同之處：
- 電導率：氣體的電導率非常低，例如空氣是良好的絕緣體，但在電場強度超過 {\displaystyle 3\times 10^{6}} V{\displaystyle /}m 時會分解成等離子體。[11]而等離子體的電導率通常非常高，在許多應用中，可假設等離子體的電導率為無限大。
- 粒子的多樣性：氣體通常只有單一一種粒子，所有氣體粒子的行為類似，都受重力及其他粒子碰撞的影響。而等離子體則有2至3種不同性質的粒子，例如電子、離子、質子和中子，這些不同性質的粒子可以以其電荷的正負和大小來區別，並會有不同的速度和溫度。這能產生一些特殊的波和不穩定性。
- 速度分佈：氣體的粒子碰撞會使氣體的諸粒子的速度符合麦克斯韦-玻尔兹曼分布，其中速度較高的粒子非常少。而有一定電離度的等離子體的諸粒子並不經常碰撞，因此以碰撞形式表現的交互作用不顯著，另外外力的出現也會導致等離子體遠遠偏離局部平衡，並產生一組速度特別高的粒子，所以麦克斯韦-玻尔兹曼分布並不適合用來描述等離子體諸粒子的速度分佈。
- 粒子間的交互作用：氣體的諸粒子的交互作用只局限於兩顆粒子之間，而且是以碰撞的形成表現，三顆粒子間的碰撞是極為罕見的。而等離子體的諸粒子可以集體互動，在較大的距離上通過電磁力相互影響，所以會產生波以及其他有組織性的運動。

## 相變

一般物質的相圖，物質在高溫或強電磁場下，會轉化成電漿態。
一種特殊物質的相圖，此類物質存在液晶態可轉換性。

## 參數
等離子體參數是一系列描述某種電漿的性質的參數。一般來說是以厘米-克-秒制來當作參數的基本單位，但是溫度卻是以電子伏特當作單位，而質量則是以質子質量的倍數當作單位。在這裡，K是指波長、Z是指荷電狀態、k是指波茲曼常數、γ是指絕熱指數而Λ 是指库仑碰撞。電漿可以看成一群粒子的系統，因此可以用統計的方式研究它。

### 溫度（粒子平均動能）
溫度籠統地說代表了一種物質中諸粒子的平均動能，計量單位一般是電子伏特或開爾文。等離子體的溫度可分成電子溫度、離子溫度和中性粒子溫度。等離子體中的電子和其他諸電子之間一般會很接近熱平衡，所以電子溫度有良好的定義。但在紫外線、高能粒子或強電場等的影響下，諸電子的能量分佈和麦克斯韦-玻尔兹曼分布會有較大的偏離，但儘管如此，電子溫度仍然具有良好定義。由於質量相差懸殊，所以電子和其他諸電子之間要比電子和諸離子之間更快地達到熱平衡。因此，離子溫度和電子溫度之間可以相差很大，其中離子溫度接近室溫，而電子溫度則可以達到幾千攝氏度以上。這種情況在弱電離等離子體中尤為常見。

#### 高低溫等離子體
等離子體可以根據其電子溫度、離子溫度和中性粒子溫度的相對比例歸為兩類——高溫等離子體和低溫等離子體。在高溫等離子體中，電子溫度、離子溫度和中性粒子溫度處於同一水平，即熱平衡；在低溫等離子體中，電子溫度較高，而離子溫度和中性粒子溫度則比電子溫度低很多，有時甚至接近室溫。
高溫等離子體的明確定義是﹕
{\textstyle T_{e}=T_{i}=T_{gas}}，其中 {\displaystyle T_{e}} 是電子溫度、 {\displaystyle T_{i}} 是離子溫度、 {\displaystyle T_{gas}} 是中性粒子溫度。
低溫等離子體的明確定義是﹕
{\textstyle T_{e}\gg T_{i}=T_{gas}}

### 粒子數量密度

#### 電離度
電離度指的是在等離子體所有分子的數量中，被電離了的分子（離子）所佔的比例，這主要受物質的溫度影響，物質的溫度愈高電離度便愈高。等離子體可以根據電離度分為冷等離子體、熱等離子體兩種。熱等離子體中的分子幾乎完全電離，而冷等離子體中則只有小部分電離分子（比如1%）。要注意的是，「冷等離子體」和「熱等離子體」在不同文獻中可能會有不同的含義。
電離度 {\displaystyle \alpha } 的明確定義是：
```

  

    

      

        
α

        
=

        

          

            

              
n

              

                
i

              

            

            

              

                
n

                

                  
i

                

              

              
+

              

                
n

                

                  
n

                

              

            

          

        

        
×

        
100

        
%

      

    

    
{\displaystyle \alpha ={\frac {n_{i}}{n_{i}+n_{n}}}\times 100\%}

  

，其中 

  

    

      

        

          
n

          

            
i

          

        

      

    

    
{\displaystyle n_{i}}

  

 是第i個電離狀態中的原子數量密度，而 

  

    

      

        

          
n

          

            
n

          

        

      

    

    
{\displaystyle n_{n}}

  

 是中性分子的數量密度。
```

#### 電子的數量密度與電離度的關係
「等離子體密度」通常指的是「電子的數量密度」，也就是每單位體積中的自由電子數量。電子的數量密度 {\displaystyle n_{e}} 與電離度 {\displaystyle \alpha } 的關係是：
```

  

    

      

        

          
n

          

            
e

          

        

        
=

        
⟨

        
Z

        
⟩

        

          
n

          

            
i

          

        

      

    

    
{\displaystyle n_{e}=\langle Z\rangle n_{i}}

  

，其中 

  

    

      

        

          
n

          

            
i

          

        

      

    

    
{\displaystyle n_{i}}

  

 是第i個電離狀態中的原子數量密度，而

  

    

      

        
⟨

        
Z

        
⟩

      

    

    
{\displaystyle \langle Z\rangle }

  

 是離子的平均電荷態。
```

#### 電離能、電子溫度和電離度的關係
薩哈電離方程描述了電子溫度、電離能與電離度的關係，即電子溫度與電離能的比例決定了等離子體的電離度（密度也有較弱的影響）。在比較高的電子溫度下，才能要維持物質的電離狀態；而在比較低的電子溫度下，陽離子和電子會互相結合，等離子體就會成為氣體。
对于由一种原子所组成的气体，薩哈電離方程为：
```

  

    

      

        

          

            

              

                
n

                

                  
i

                  
+

                  
1

                

              

              

                
n

                

                  
e

                

              

            

            

              
n

              

                
i

              

            

          

        

        
=

        

          

            
2

            

              
Λ

              

                
3

              

            

          

        

        

          

            

              
g

              

                
i

                
+

                
1

              

            

            

              
g

              

                
i

              

            

          

        

        
exp

        
⁡

        

          
[

          

            
−

            

              

                

                  
(

                  

                    
ϵ

                    

                      
i

                      
+

                      
1

                    

                  

                  
−

                  

                    
ϵ

                    

                      
i

                    

                  

                  
)

                

                

                  

                    
k

                    

                      
B

                    

                  

                  
T

                

              

            

          

          
]

        

      

    

    
{\displaystyle {\frac {n_{i+1}n_{e}}{n_{i}}}={\frac {2}{\Lambda ^{3}}}{\frac {g_{i+1}}{g_{i}}}\exp \left[-{\frac {(\epsilon _{i+1}-\epsilon _{i})}{k_{B}T}}\right]}

  

，
```

其中{\displaystyle n_{i}\,}是第i個電離狀態中的原子數量密度，也就是說，原子失去了i個電子；{\displaystyle g_{i}\,}是i-離子的狀態的簡併能階；{\displaystyle \epsilon _{i}\,}是中性原子失去i個電子，形成一個i級離子所需要的能量；{\displaystyle n_{e}\,}是電子的數量密度；{\displaystyle \Lambda \,}是電子的熱得布羅意波長：{\displaystyle \Lambda \ {\stackrel {\mathrm {def} }{=}}\ {\sqrt {\frac {h^{2}}{2\pi m_{e}k_{B}T}}}}；{\displaystyle m_{e}\,}是電子質量；{\displaystyle T\,}是氣體的溫度；{\displaystyle k_{B}\,}是玻茲曼常数；{\displaystyle h\,}是普朗克常数。

### 電勢
帶電粒子間的空間內的電勢稱為「等離子體電勢」或「空間電勢」。不過由於德拜鞘層的緣故，如果往等離子體中插入電極，所測量的電勢一般都會比等離子體電勢低很多。等離子體是良好的導電體，所以其內部的電場很小。從而有「準中性」這一重要的概念，即：在足夠大的範圍內，等離子體中的陽離子和陰離子有近乎相同的數量密度（{\displaystyle n_{e}=\langle Z\rangle n_{i}}）；在德拜長度尺度上，則會有不均勻的電荷分佈。在產生雙層的特殊情況下，電荷分離的尺度可以是德拜長度的數十倍。
要得出電勢和電場的大小，一種做法是假設電子的數量密度滿足玻爾茲曼關係：
```

  

    

      

        

          
n

          

            
e

          

        

        
∝

        

          
e

          

            
e

            
Φ

            

              
/

            

            

              
k

              

                
B

              

            

            

              
T

              

                
e

              

            

          

        

      

    

    
{\displaystyle n_{e}\propto e^{e\Phi /k_{B}T_{e}}}

  

```

對等號兩邊求導，可得出從等離子體的電子的數量密度計算其內部的電場的公式：
```

  

    

      

        

          

            

              
E

              
→

            

          

        

        
=

        
(

        

          
k

          

            
B

          

        

        

          
T

          

            
e

          

        

        

          
/

        

        
e

        
)

        
(

        
∇

        

          
n

          

            
e

          

        

        

          
/

        

        

          
n

          

            
e

          

        

        
)

      

    

    
{\displaystyle {\vec {E}}=(k_{B}T_{e}/e)(\nabla n_{e}/n_{e})}

  

```

等離子體也有可能不是準中性的，例如電子束就只含陰離子。非中性等離子體一般密度都非常低，或體積非常小，否則靜電力的會使等離子體自相排斥並消散。
在天體物理學所研究的等離子體中，德拜屏蔽會避免電場在大尺度上（超過德拜長度）影響等離子體。但是，等離子體中的帶電粒子會產生磁場，並受磁場的影響，例如形成雙層──電荷間分離數十個德拜長度。等離子體在外部和內部磁場影響下的動力學現象，是磁流體力學的研究對象。

### 磁化強度
當等離子體的自身磁場足以影響帶電粒子的運動時，就可稱之為「磁化等離子體」。常用的量化條件是，某粒子在與其他粒子碰撞之前，要在磁場內迴旋至少一圈：{\displaystyle \omega _{\mathrm {ce} }/v_{\mathrm {coll} }>1}，其中{\displaystyle \omega _{\mathrm {ce} }}是電子迴轉頻率，{\displaystyle v_{\mathrm {coll} }}是電子碰撞率。一種較常見的情況是，等離子體中的電子是磁化的，陽離子則不是。磁化等離子體不具各向同性：它在平行和垂直於磁場的方向上有不同的性質。雖然等離子體自身的電場很小，但在磁場中運動的等離子體也會產生電場：
```

  

    

      

        

          
E

        

        
=

        
−

        
v

        
×

        

          
B

        

      

    

    
{\displaystyle \mathbf {E} =-v\times \mathbf {B} }

  

，其中

  

    

      

        

          
E

        

      

    

    
{\displaystyle \mathbf {E} }

  

是電場，

  

    

      

        

          
v

        

      

    

    
{\displaystyle \mathbf {v} }

  

是速度，

  

    

      

        

          
B

        

      

    

    
{\displaystyle \mathbf {B} }

  

是磁場。這一電場不受德拜鞘層影響。
[
14
]
```

### 參數的範圍
等離子體參數可以在數個數量級之間變化，但在參數上顯然不同的電漿，卻有相當類似的性質（參考電漿比例），下表只考慮傳統帶正負電的電漿，不考慮特殊的夸克-膠子漿。

## 複合現象
等離子體結構在空間上斷斷續續，即特徵間的距離大於特徵本身的大小，甚或產生分形，因此無法用光滑的數學函數或純粹的隨機過程去表達。

### 成絲
白克蘭電流是一種絲弦狀結構，可見於等離子燈、極光、閃電、電弧、太陽耀斑、超新星遺跡等的等離子現象。弦中的電流密度更高，在磁場的影響下會產生磁繩結構。標準大氣壓下的高功率微波分解也會造成絲狀結構的形成。
高功率激光脈衝的自我聚焦效應也會產生絲狀等離子體。在高功率下，折射率的非線性部分變得重要。因為激光束的中心比外圍更亮，所以中心的折射率會比外圍更高，使得激光進一步聚焦。亮度峰值（福照度）因此增加，並使激光束產生等離子體。等離子體的折射率低於1，會使激光束發散。在自我聚焦效應和等離子體發散效應之間的相互作用下，等離子體形成絲狀，其長度短至微米，長至公里。這樣產生的絲狀等離子體的特點是離子密度低，這是由於電離電子有發散的作用。

### 激波和雙層
當激波（移動）或雙層（靜止）這些薄片結構存在的情況下，等離子體的性質從薄片的一邊到另一邊可以有急劇的變化（在幾個德拜長度以內）。雙層之中的局部電荷分離使雙層內部有較大的電勢差異，但在雙層以外不產生任何電場。這可以分隔開雙層兩邊性質不同的等離子體，並使離子和電子加速。

### 電場和電路
等離子體的準中性意味著，等離子體中的任何電流都必須形成迴路。這種迴路同樣遵守基爾霍夫電路定律，並具有電阻和電感。一般來說，等離子體迴路都必須當做強耦合系統，即某一區域的性質受整個迴路的影響。強耦合性加上非線性會產生複雜的現象。這些迴路中儲存著磁能，一旦迴路受到破壞，例如因等離子體不穩定性，這一能量將會以加熱和加速的形式釋放出來。日冕中的加熱現象通常就是以此為解釋的。等離子體電流，特別是磁場對齊的電流（一般稱為白克蘭電流），也出現在地球極光和絲狀等離子體中。

### 胞狀結構
等離子體中所形成的高梯度薄片可以分隔開磁化強度、密度、溫度等性質不同的區域，形成胞狀結構，如磁層、太陽圈和太陽圈電流片等。漢尼斯·阿爾文曾寫道：「從宇宙學的觀點來看，太空研究中最重要的新發現莫過於宇宙的胞狀結構。在原位測量方法能夠研究的一切宇宙範圍內，無一不有『胞壁』。這些帶電流的薄片把太空分割成磁化強度、密度、溫度等等性質各異的區域。」

### 臨界電離速度
當等離子體和中性氣體之間達到一定的相對速度時，就會發生失控的電離反應，這一臨界速度稱為臨界電離速度。臨界電離過程可以將快速流動氣體的動能轉化為電離能和等離子體熱能，適用範圍廣泛。臨界現象會產生空間或時間上急劇變化的結構，是複雜系統的一個典型特徵。

### 特殊複合現象

#### 塵埃等離子
塵埃等離子體含有細小的帶電塵粒，通常存在於太空之中。塵粒能積累較高的電荷，並相互影響。實驗室中的塵埃等離子體又稱「複合等離子體」。

#### 超低溫等離子體
超低溫等離子體可以通過人為方法取得，首先使用磁光阱將中性原子降溫至1 mK以下，再用另一個激光束把僅僅足夠的能量傳給原子的最外層電子，使其脫離原子的束縛。超低溫等離子體的優勢在於，其初始條件能夠很好地設定及調整，包括大小和電子溫度。通過調整用於電離的激光的波長，便能控制逃逸電子的動能。這一動能是由激光脈衝的頻寬決定的，最低可達0.1 K。電離後產生的離子一開始會保留中性原子原來的溫度，但溫度會因為所謂的亂度加熱效應而迅速升高。此類非平衡超低溫等離子體會快速地演變。

#### 不可滲透等離子體
不可滲透等離子體是一種熱等離子體，它對於氣體和冷等離子體的性質如同不可滲透的固體，而且能夠受別的物質推挪。以漢尼斯·阿爾文為首的研究組曾經在1960至1970年代短暫地研究不可滲透等離子體，試圖在核聚變反應中用它來隔開聚變等離子體和反應爐壁。然而他們不久後發現，這種組態下的外部磁場會使等離子體產生所謂的扭折不穩定性，導致熱量過多地向爐壁流失。
2013年，一組材料科學家宣稱，他們不用磁約束，只用一層超高壓力低溫氣體，成功地生成穩定的不可滲透等離子體。雖然由於高壓的關係無法通過光譜法取得等離子體的性質，但從等離子體對各種納米結構合成過程的間接影響可以清晰看出，這種約束方法是有效的。他們還發現，在維持不滲透性幾十秒後，等離子體和氣體的界面會篩選離子，這有可能引起第二種加熱模式（稱為粘性加熱）。這種模式意味著，反應會有不同的動力學特性，並會產生複雜的納米材料。

## 數學描述
要完全描述等離子體的狀態，原則上須要寫下所有粒子的位置和速度，並計算出等離子體範圍內的電磁場。不過這種繁複的做法一般是不切實際的，在現實中也不可能測量出每顆粒子的動態。所以，等離子體物理學家通常會運用簡化的模型，這些模型可分為以下兩大類。

### 流體模型
流體模型利用光滑的量來描述等離子體，如密度和某位置周圍的平均速度（參見等離子體參數）。簡單的流體模型有磁流體力學，它結合麥克斯韋方程組和納維-斯托克斯方程組，並把等離子體視為遵守這套方程組的單一流體。再推廣一步，有將離子和電子分開描述的雙流體模型。當碰撞頻率足夠高，使等離子體的速度分佈近似麦克斯韦-玻尔兹曼分布時，流體模型就相對準確。由於流體模型通常把等離子體描述成每個空間位置具有某特定溫度的單一的流，因此無法描述等離子體束或雙層這類速度隨空間改變的結構，以及任何波粒效應。
- 一個等離子體的磁場。等離子體中可能出現的磁場對齊白克蘭電流，其中有自我束緊的複雜磁場線和電流路徑。圖中帶箭頭的線同時代表電流和磁場線，由內之外（即紅、藍、綠）強度降低。[33]

### 動力學模型
動力學模型描述等離子體中每一點的速度分佈函數，所以無須假設麥克斯韋方程組。在無碰撞等離子體中，往往需要此類模型。動力學模型有兩種：第一種在速度和位置上設下格子，並在格子上表示光滑化的分佈函數；另一種稱為「胞中粒子」方法，它通過追蹤一大群單獨粒子的軌跡來描述動力學狀態。動力學模型的計算密集度一般比流體模型更高。弗拉索夫方程式能夠描述帶電粒子與電磁場發生相互作用的系統的動力學狀態。
在磁化等離子體中，陀螺動力學方法可以大大降低一個完全使用動力學模型的模擬的計算密集度。

## 自然中的等離子體及相關現象的例子
等離子體從質量和體積上都是宇宙中最常見的物質相態。大部分來自太空的可見光都源於恆星，而恆星是由等離子體所組成，其溫度所對應的輻射含較強的可見光。更宏觀地來看，宇宙絕大部分普通物質（即重子物質）都位於星系際空間，同樣是由等離子體組成，其溫度則高得多，主要輻射X-射線。儘管如此，如果納入普通物質以外所有類型的能量，那麼在全宇宙的總能量密度中，就有96%不屬於普通物質（進而也不是等離子體），而是冷暗物質和暗能量。

1937年，漢尼斯·阿爾文論證，如果宇宙充斥著等離子體，這些物質就會產生電流，從而產生星系尺度上的磁場。在獲得諾貝爾物理學獎後，他又強調：
要了解某個等離子體區域內的各種現象，既要測繪出磁場，又要測繪出電場和電流。太空中佈滿了縱橫交錯的電流網絡，能夠在大尺度乃至非常大尺度上傳遞能量和動量。這些電流往往會縮成絲狀或表面電流，後者很有可能會使太空──星際和星系際空間──形成一種胞狀結構。
太陽和其他恆星一樣是由等離子體所組成。其最外層稱為日冕，是溫度約為106 K的等離子體，從太陽表面開始向整個太陽系擴張，充斥行星際空間，並止於日球層頂。在日球層頂以外，也充斥著等離子體星際介質。連無法直接觀測的黑洞相信也是通過吸入吸積盤中的等離子體而壯大的，而且和由發光等離子體所組成的相對論性噴流有緊密的聯繫，如延伸5千光年之遙的室女A星系噴流。
等離子體中如果有塵粒，淨負電荷會積累在塵粒上，這些塵粒的性質類似於質量很大的陰離子，且可以視為等離子體的一個組成部分。

#### 等離子體現象
- 中高層大氣放電∶在阿根廷的一所天文臺拍攝到的巨型噴流
- 對流層大氣放電：每次閃電一般在1億伏特電壓下釋放出30,000安培，同時放出可見光、無線電波、X光乃至伽馬射線。[42]閃電中的等離子體溫度可達到28000 K，電子密度可超過1024 m−3。
- 極光：在地球大氣和太陽風的相互作用下，氧、氦、氫離子會從南北極地區上空向太空噴射。北極上方暗黃色的是氣體向外流失的區域，而綠色的則是北極光，即等離子體返回大氣釋放能量的區域。[43]

- 對流層大氣放電（閃電）
- 中高層大氣放電（紅色精靈、藍色噴流、巨型噴流、淘氣精靈）
- 極光（白克蘭電流）
- 馬祖火

#### 由等離子體組成的物質
- 霍姆斯彗星 (17P/霍姆斯)在2007年顯示出藍色的離子尾（右邊）
- 礁湖星云是一个大型低密度的部分电离的气体的云。[44]
- 太陽是由熱電漿（諸分子幾乎被完全電離）與磁場交織著的

- 電離層及等離子層
- 太陽及其他恆星
- 行星際物質、星際物質、星系際物質
- 吸積盤
- 星雲
- 木衛一和木星之間的流量管
- 彗星離子尾
- 極風
- 太陽風

## 人工等離子體及人為等離子放電
將氣體轉化成等離子體有許多種方法，但生成和維持都需要能量的輸入，環境壓力也需要維持在特定的範圍內。

電離級聯過程。「e−」為電子，「o」為中性原子，「+」為陽離子

### 大氣壓力等離子放電

#### 電弧放電
電弧放電是一種高溫、高功率的放電現象，最明顯的例子是閃電。當對介電氣體或其他流體（絕緣體）施加電壓，電壓產生的電場會把負電荷拉向陽極，而把正電荷拉向陰極。當電壓不斷增加，電極化會對材料施加應力，直到超過其介電極限。這時發生電擊穿現象，釋放電弧，使絕緣材料電離，變為等離子體。其背後的原理是湯森德突崩：初始電離所釋放的電子，在每次撞擊中性原子時，都會再釋放一顆電子，如此類推，迅速產生一連串的連鎖電離反應。
當電流密度及物質的電離度達到一定的程度，兩個電極之間就會形成發光的電弧。這是一種空間上連續的放電現象。電弧的連續軌跡上的電阻會產生熱量，進而分解更多的氣體分子，使更多的原子電離（電離度取決於溫度），氣體如此逐漸變為熱等離子體。熱等離子體處於熱平衡，也就是說，電子和質量大的粒子（原子、分子和離子）溫度相近。這是因為，在熱等離子體形成的時候，電子所接收的電能會因電子數量龐大及流動性強而迅速分散，再通過彈性碰撞（即不喪失任何能量）傳遞給大質量粒子。

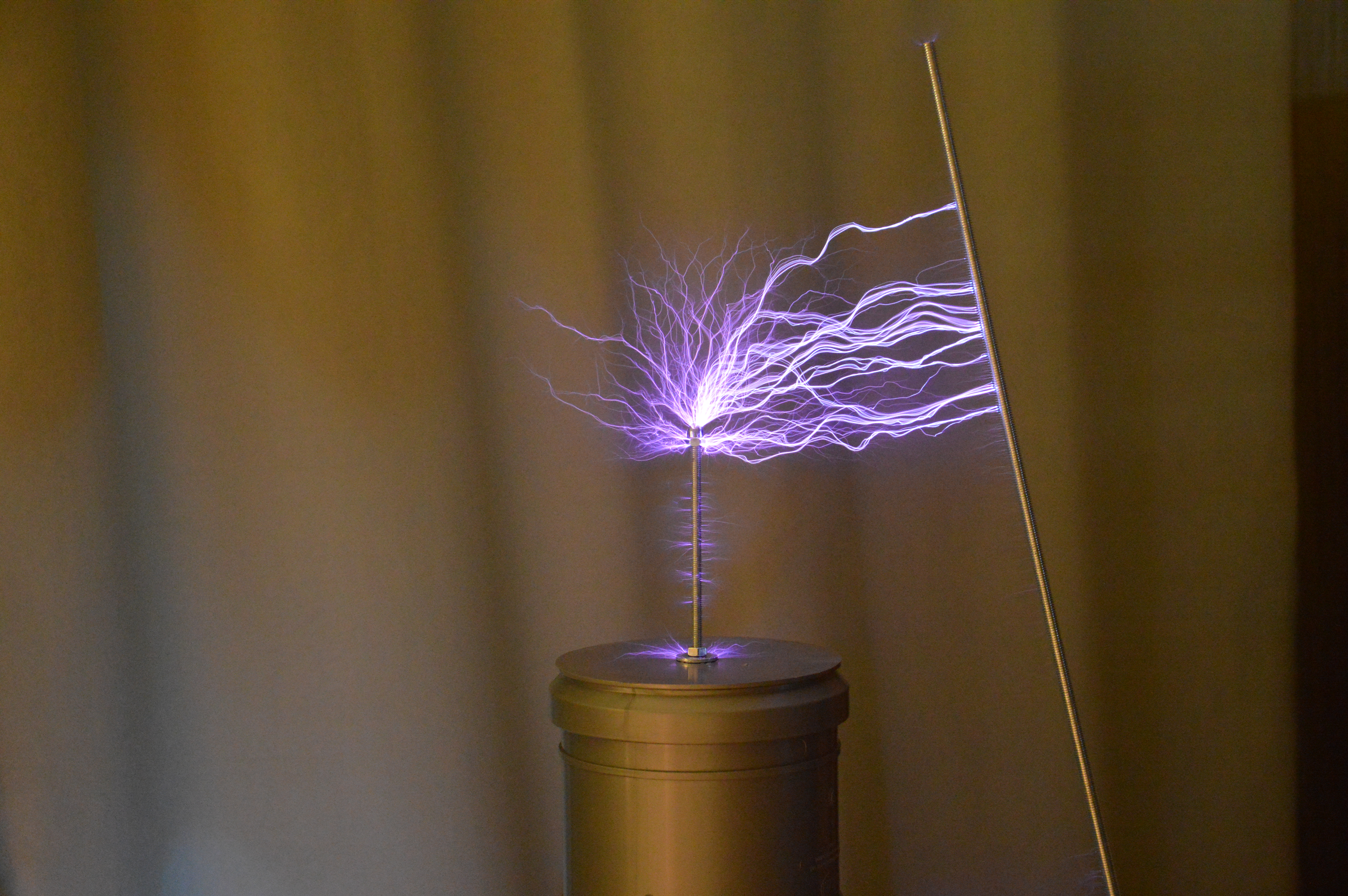
電擊穿現象：一個特斯拉線圈通過等離子體產生的呈帶狀細絲的放電
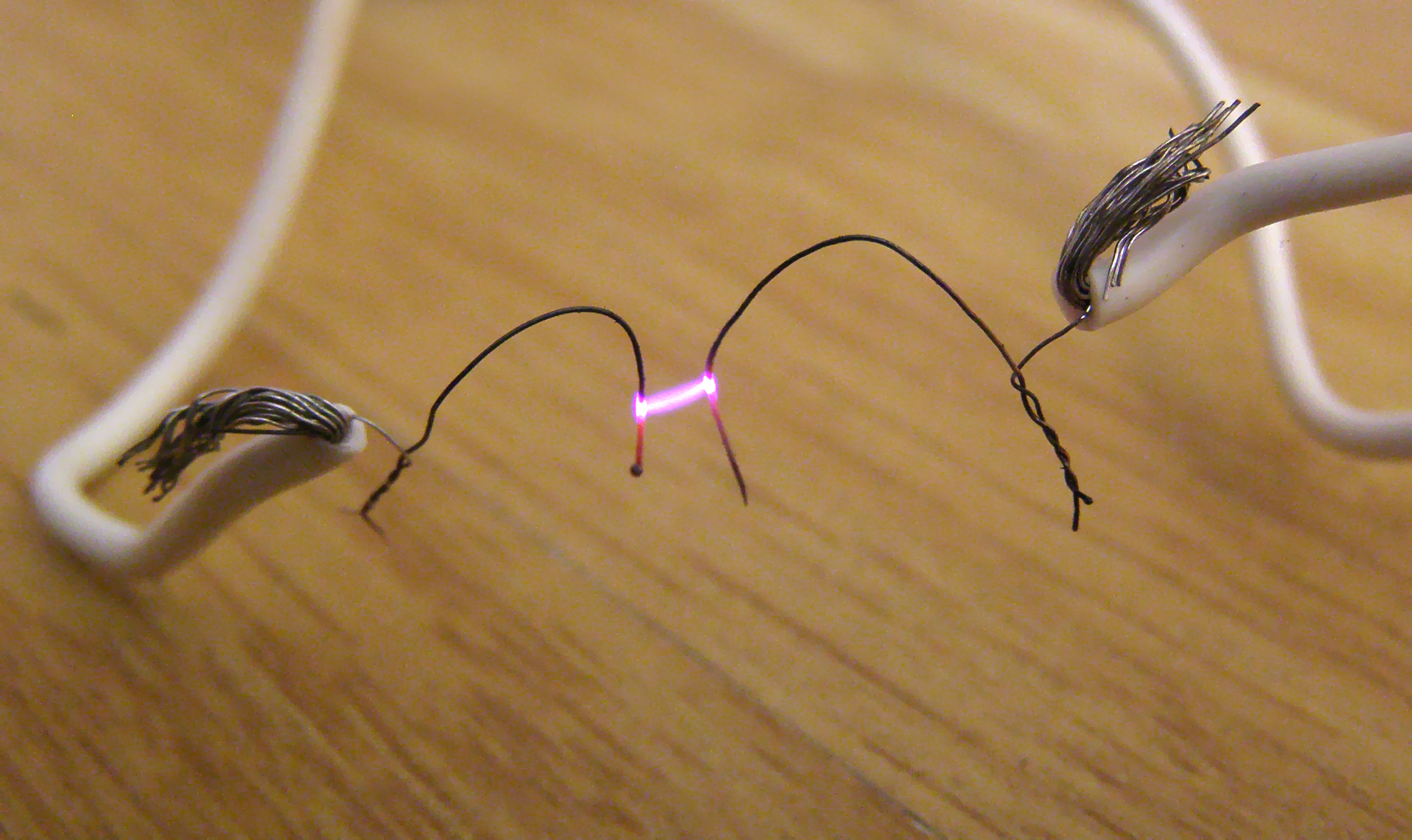
電線之間產生的電弧。圖中的現象是由於電線之間存在600V的電壓，這時周遭的空气发生電擊穿而持续成為等离子体，使得电流能夠通过。
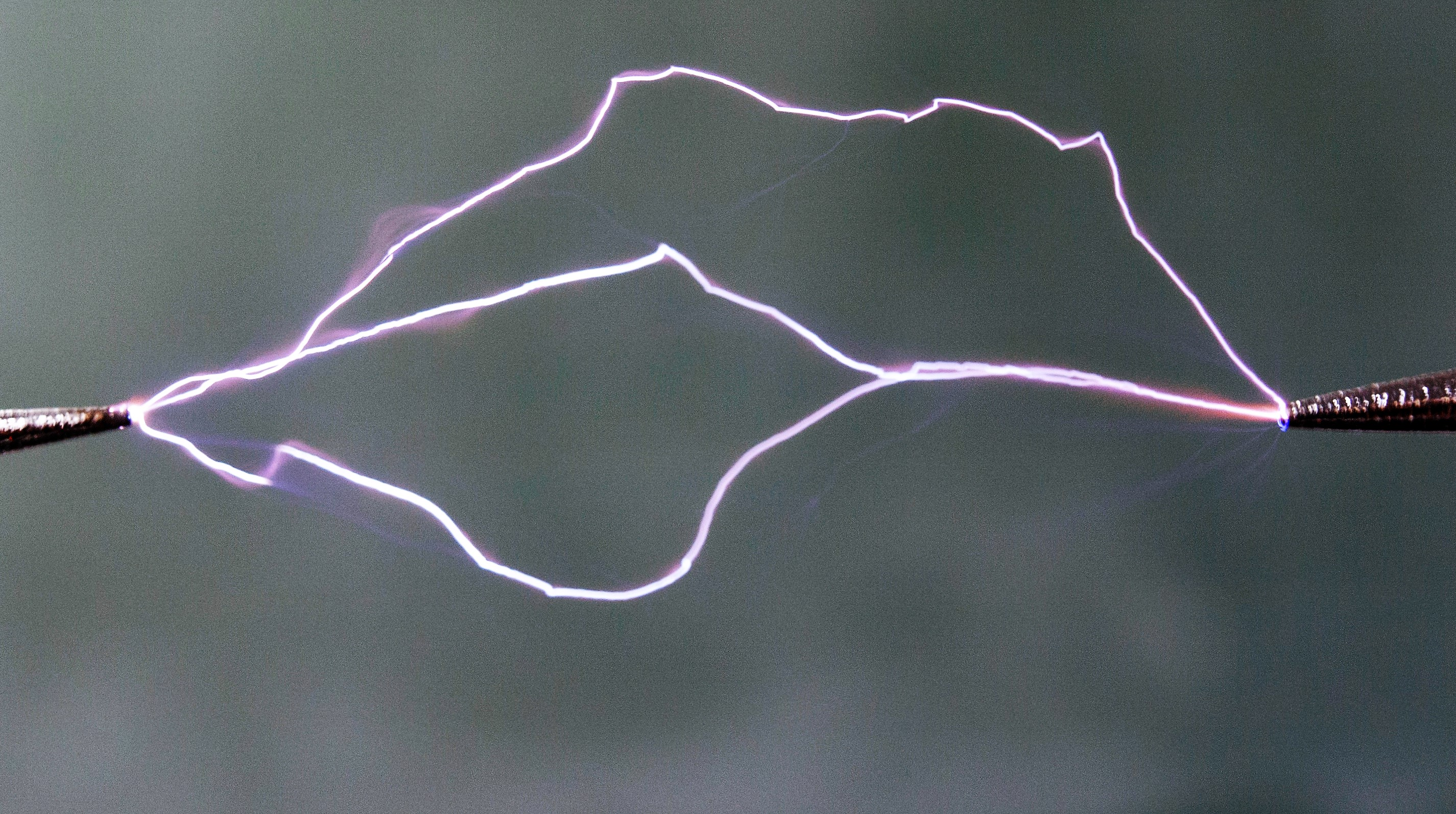
兩根杆之間產生的電弧。
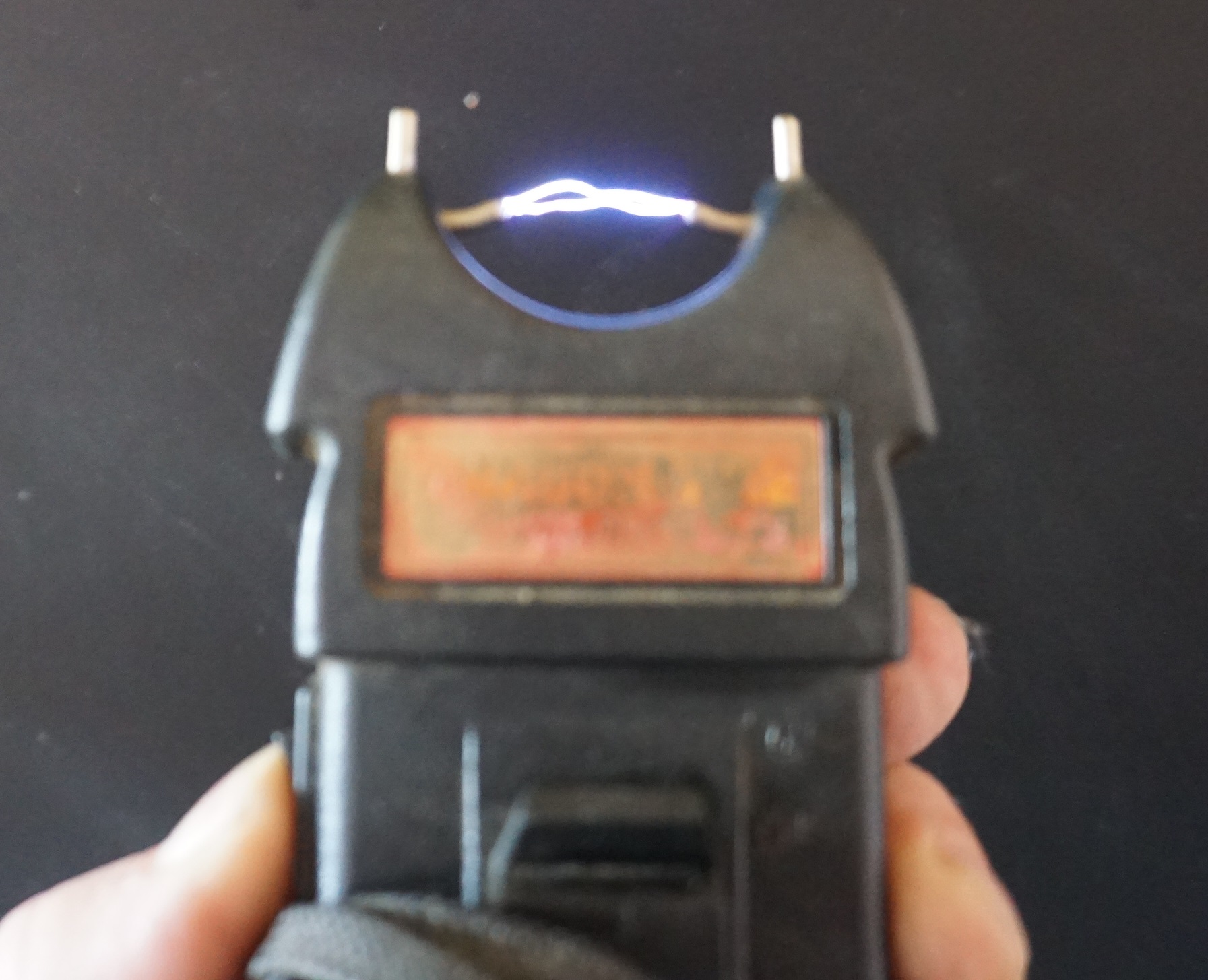
電擊槍上的電弧。

#### 電暈放電
電暈放電沿着高壓電極的邊沿形成。應用於臭氧產生器，其產生過程是通過高壓電離將空氣中的部分氧氣分解為氧原子，這些氧原子再和氧分子聚合成臭氧。除塵器是另一例子。

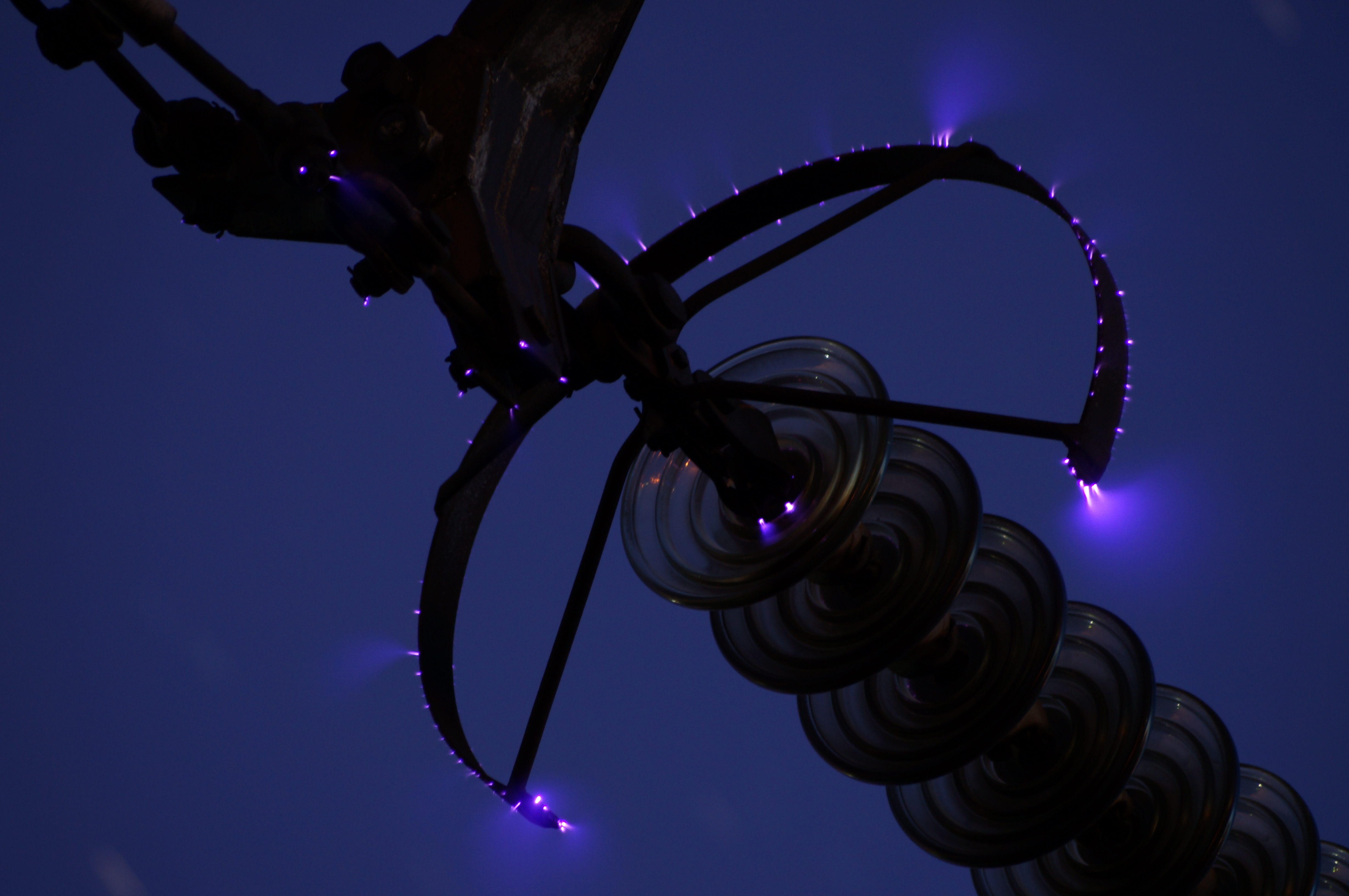
500千伏電力輸送電䌫的絕緣體（反电晕環）上發生的电晕放电現象
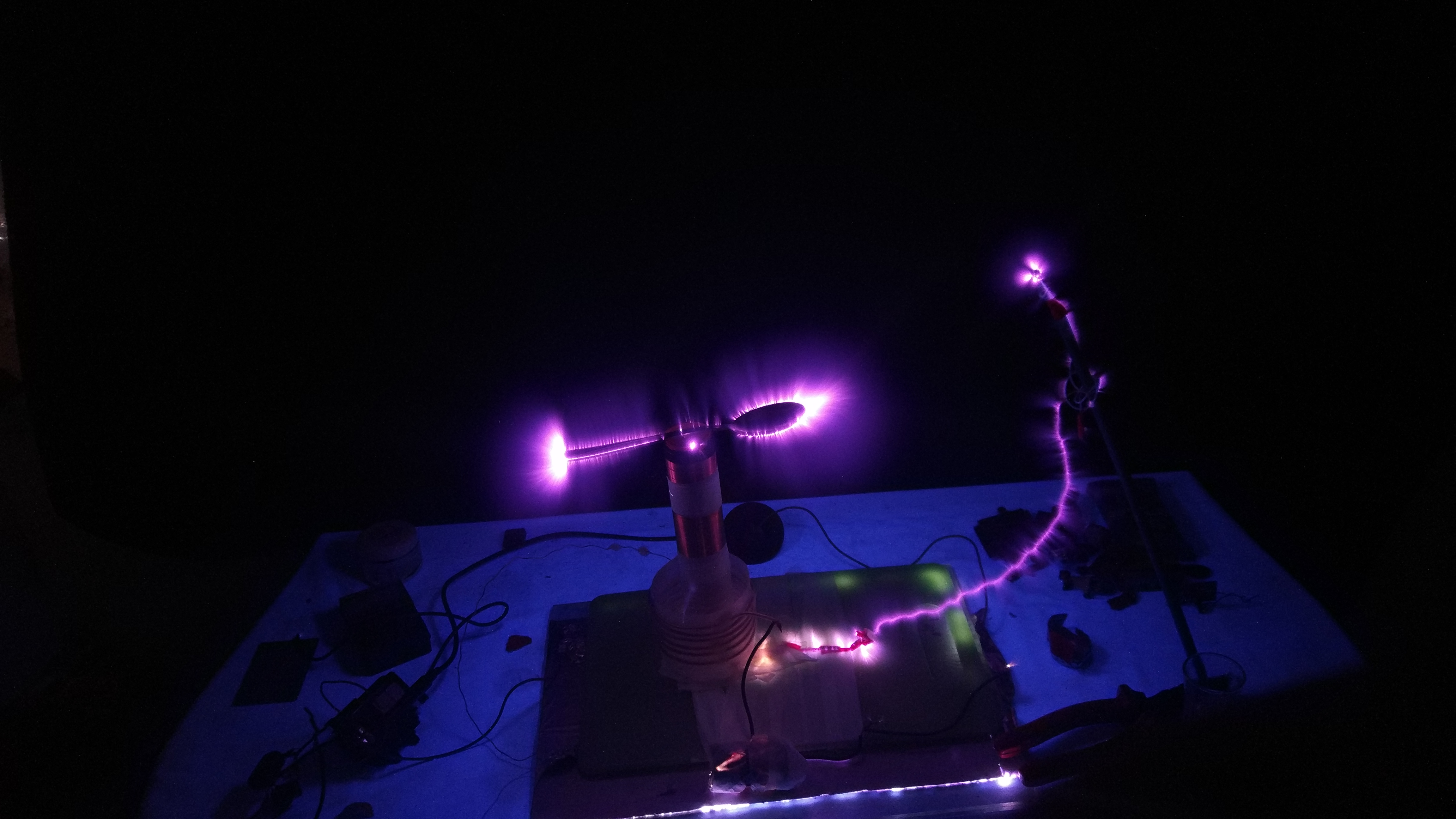
一條放置在特斯拉线圈的高壓端的湯匙所出現的电晕放电現象
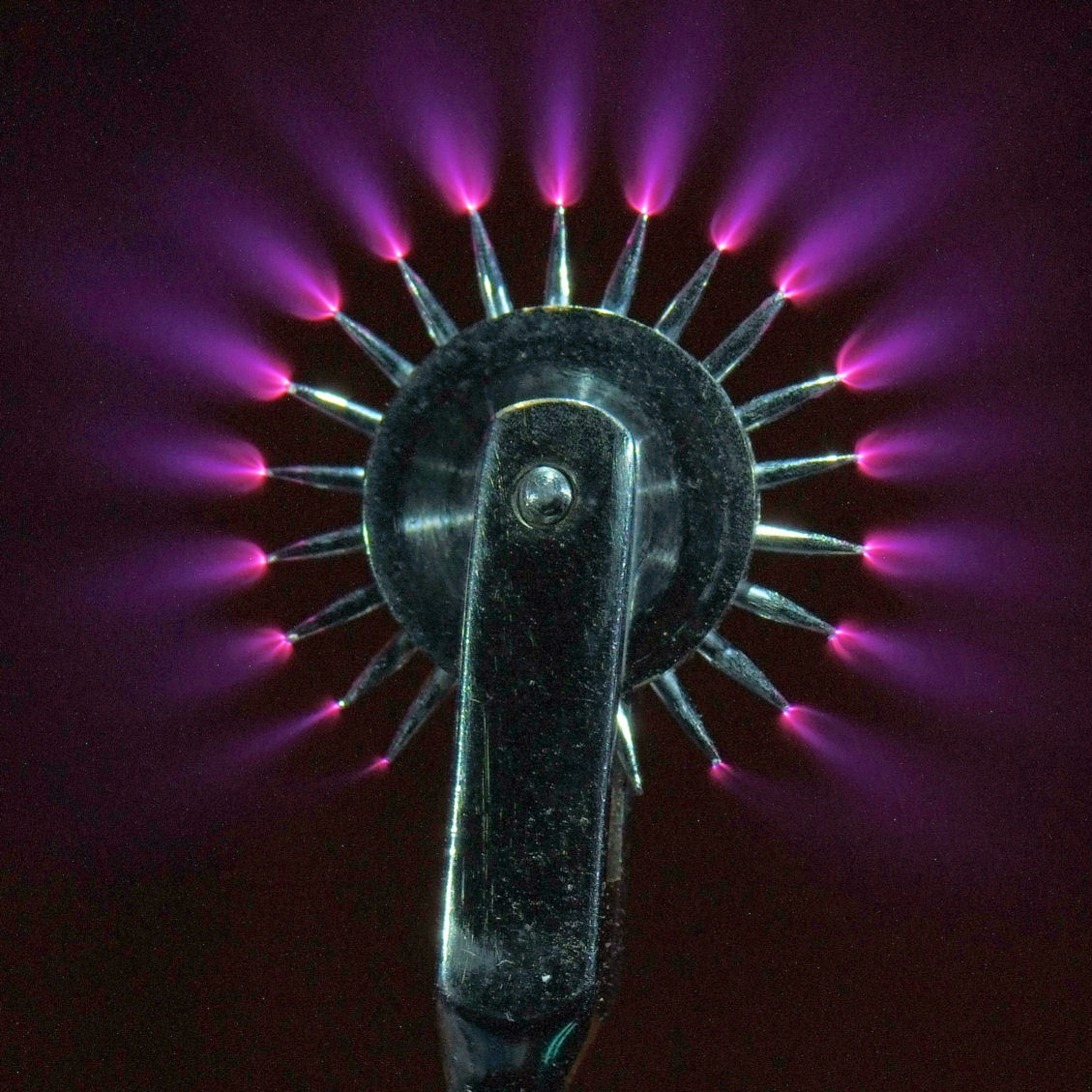
瓦滕贝格轮上發生的电晕放电現象
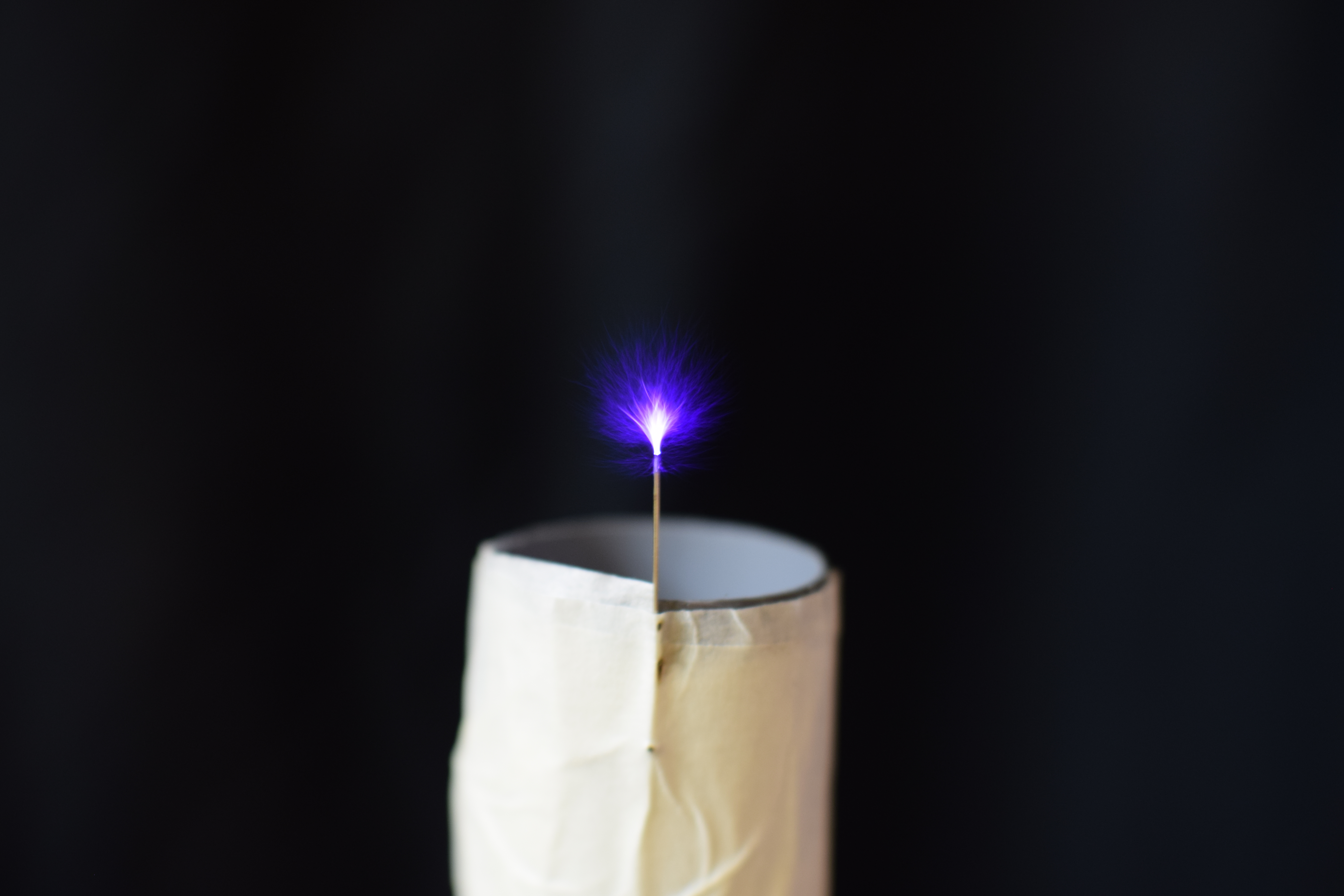
在針尖上的电晕放电現象

#### 其他大氣壓力等離子放電
- 介質阻擋放電：在高壓的細小間隙內形成，其中有絕緣塗層避免等離子體成為電弧。這種現象在工業中的用途與電暈放電(Corona Treater （页面存档备份，存于）)相似，常被人們誤稱為電暈放電。應用於紡織物的幅處理，[49]有助染料、膠水等物質黏合在紡織物表面上。[50]
- 電容放電：一個電極接上交流電（13.56 MHz），另一電極接地，兩極相距約1 cm。[51]廣泛應用於電容放電式點火系統。
- 压电效应直接放電：在壓電變壓器的高壓端形成。適用於不具備單獨高壓電源的高效、細小設備。

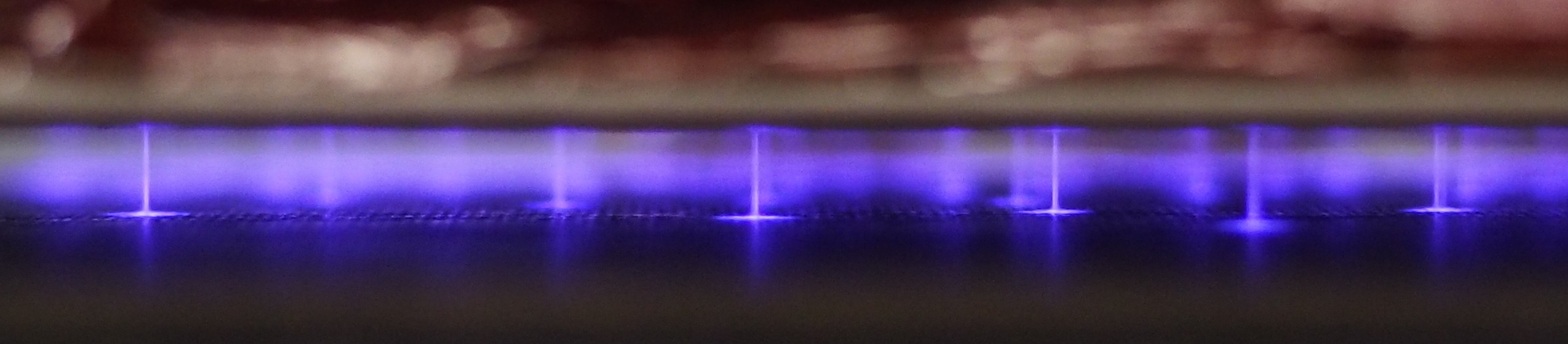
介質阻擋放電，或無聲放電（点火電壓為在1至10千伏之間）

### 高氣壓等離子放電
高壓氣體等離子放電，是指在較高氣壓的初始環境下發生的等離子放電現象。
- 电感耦合等离子体火炬

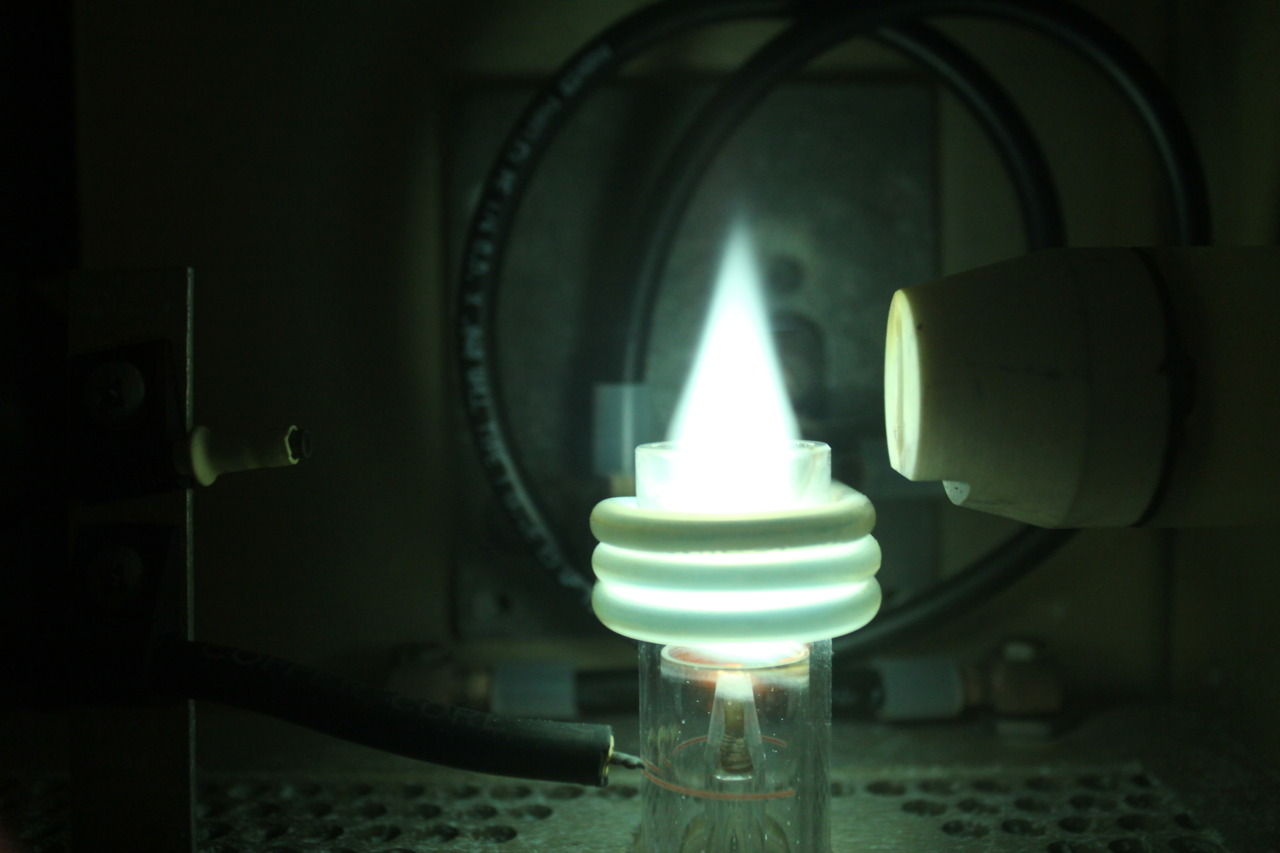
电感耦合等离子体火炬，利用了外加的電磁場，將噴射出容器的氣體轉化成等離子體，並與其他空氣粒子碰撞所致的發光放電現象。

### 低氣壓等離子放電
- 發光放電：通過在兩個金屬電極間，施加直流電或頻率低於100 kHz的交流電。熒光燈是使用電力將氬或氖氣成為電漿的例子。[52]
- 容性耦合放電：通過在兩個金屬電極間，施加頻率為13.56 MHz的交流電。性質類似於發光放電，但容性耦合產生的等離子體鞘層強度低很多。應用於集成電路產業，作等離子體蝕刻及等離子增強化學氣相沉積。[53]
- 感應耦合放電：利用电磁感应原理，在容器外繞上線圈使容器內的氣體成為等離子體，性質和應用範疇類似於容性耦合。[54]
- 多級弧放電：能製造低溫（約1 eV）高密度等離子體的儀器。
- 波加熱放電：一般在無線電波頻段，這點類似於電感及容性耦合等離子體。例子有螺旋波等離子體源和電子迴旋共振等。[55]

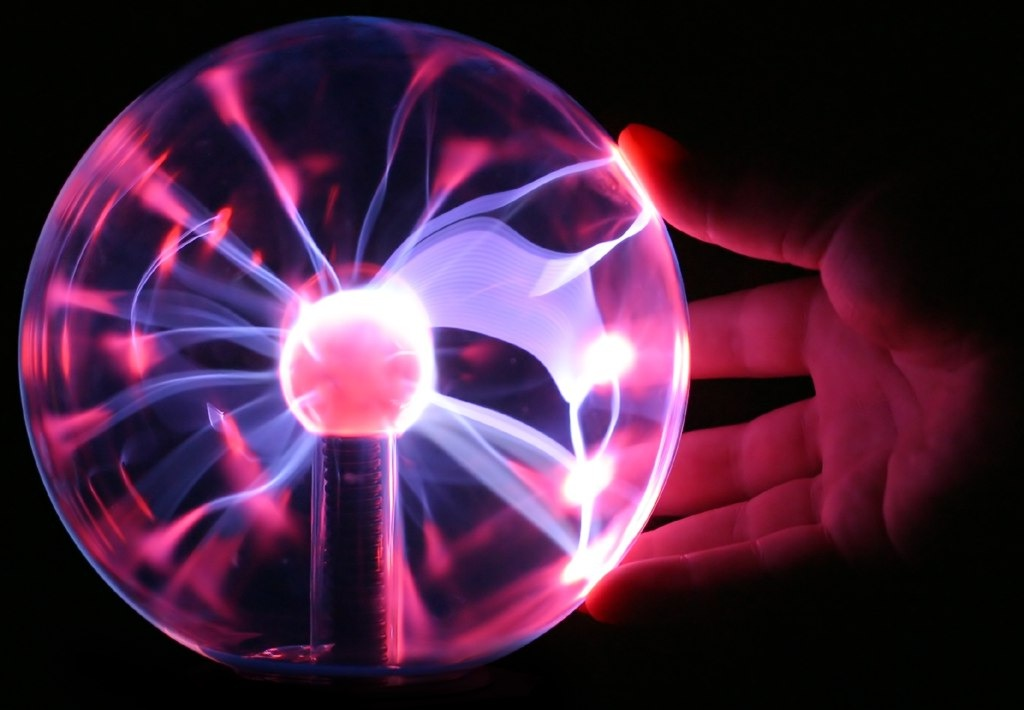
等离子灯中的低温等离子体。等離子體中的電子與低壓的惰性气体粒子碰撞，並與其中的離子重新結合，從激發態鬆弛至基態，並以光的形式釋放出能量。不同的惰性气体經這種過程所發出的光線會有不同的光譜。等离子灯最常會充以各种惰性气体的混合物，例如氦气和氖气，又会充入低于0.01个大气压的氙气和氪气。
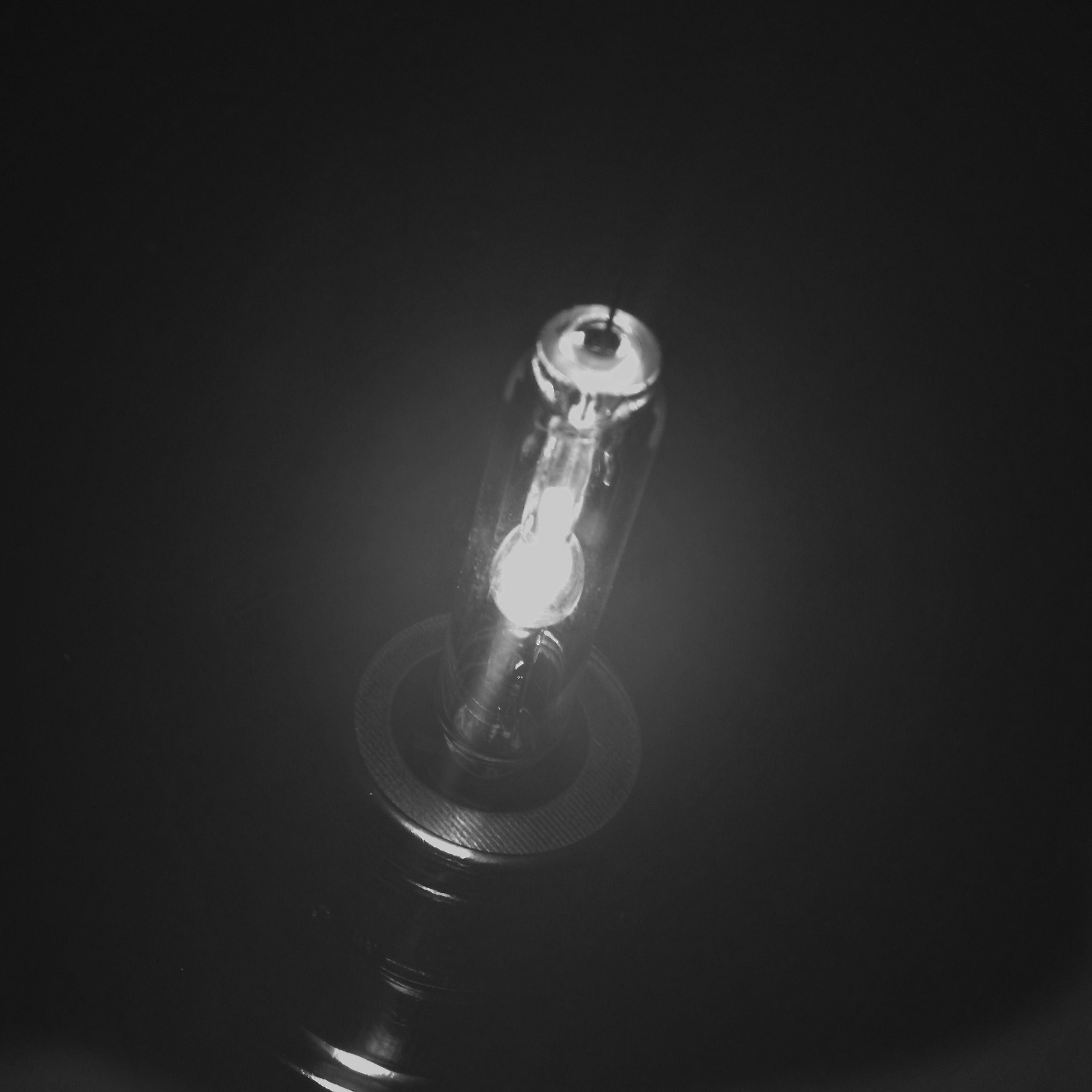
氣體放電燈應用了電漿發光放電效應。這類燈具最常會充以各种惰性气体，如氦气、氬气、氪气，或氙气。
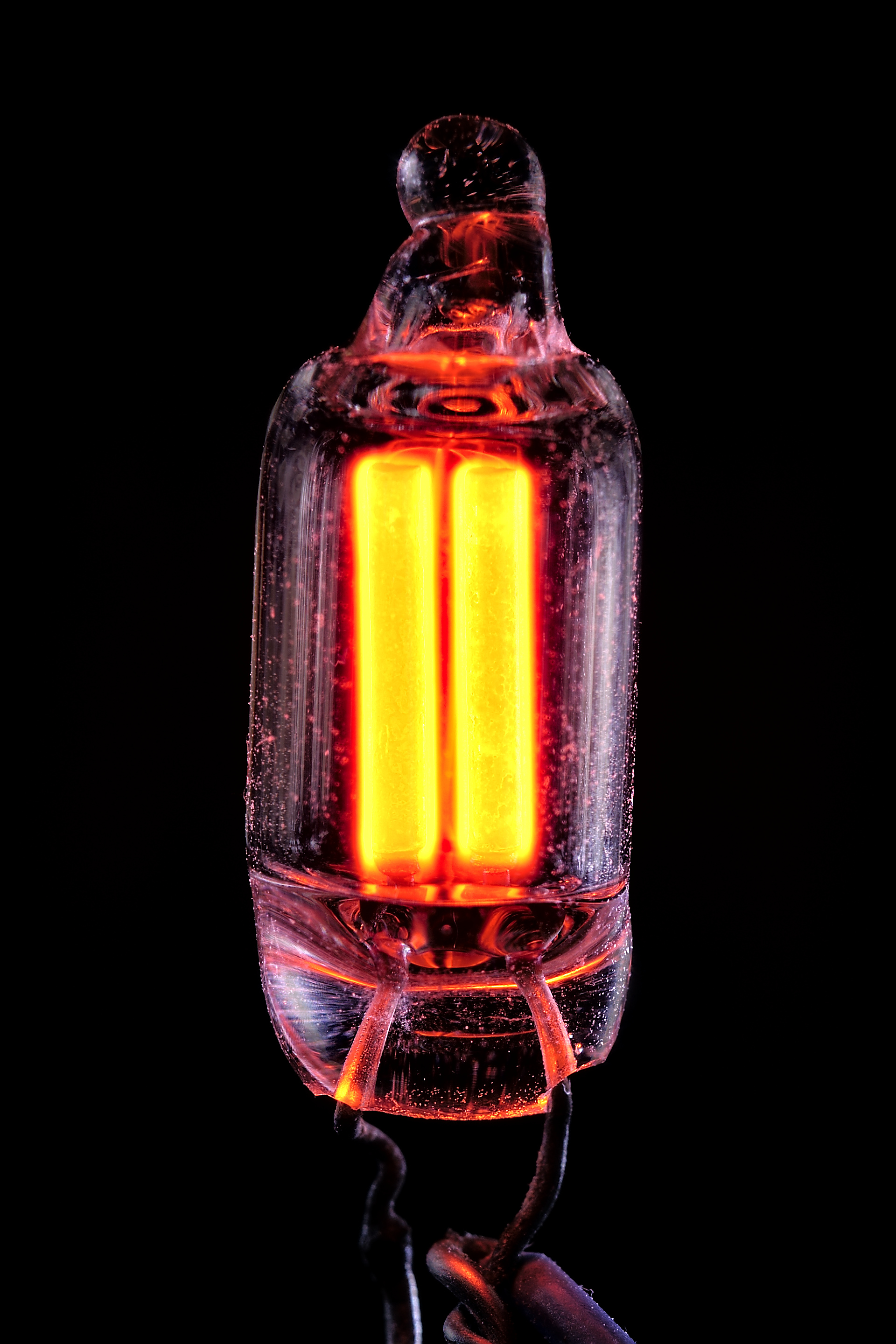
頻率為60Hz的交流電電流與低密度的氖氣碰撞所做成的發光放電現象。
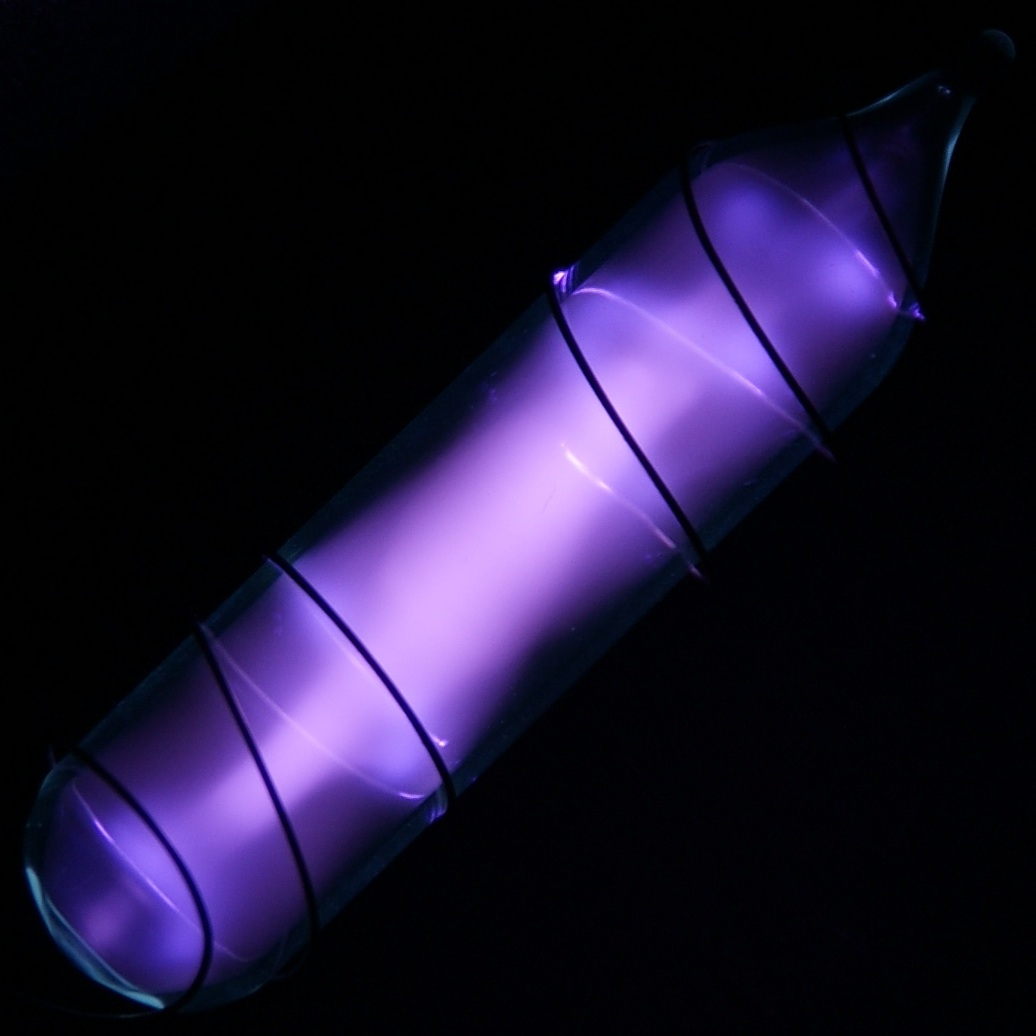
載有高純度氧氣的試管中的發光放電現象。

### 真空等離子放電
在真空環境下，放電現象是不能被肉眼看見。1879年，威廉·克魯克斯在真空管中發現的陰極射線（电子流），他稱之為「發光物質」，克魯克斯當時所看見的「發光物質」之所以發光，應該是因為管中殘留的少量氣體粒子與陰極射線的高速電子碰撞所致，發光並不是等離子體現象的基本特性。

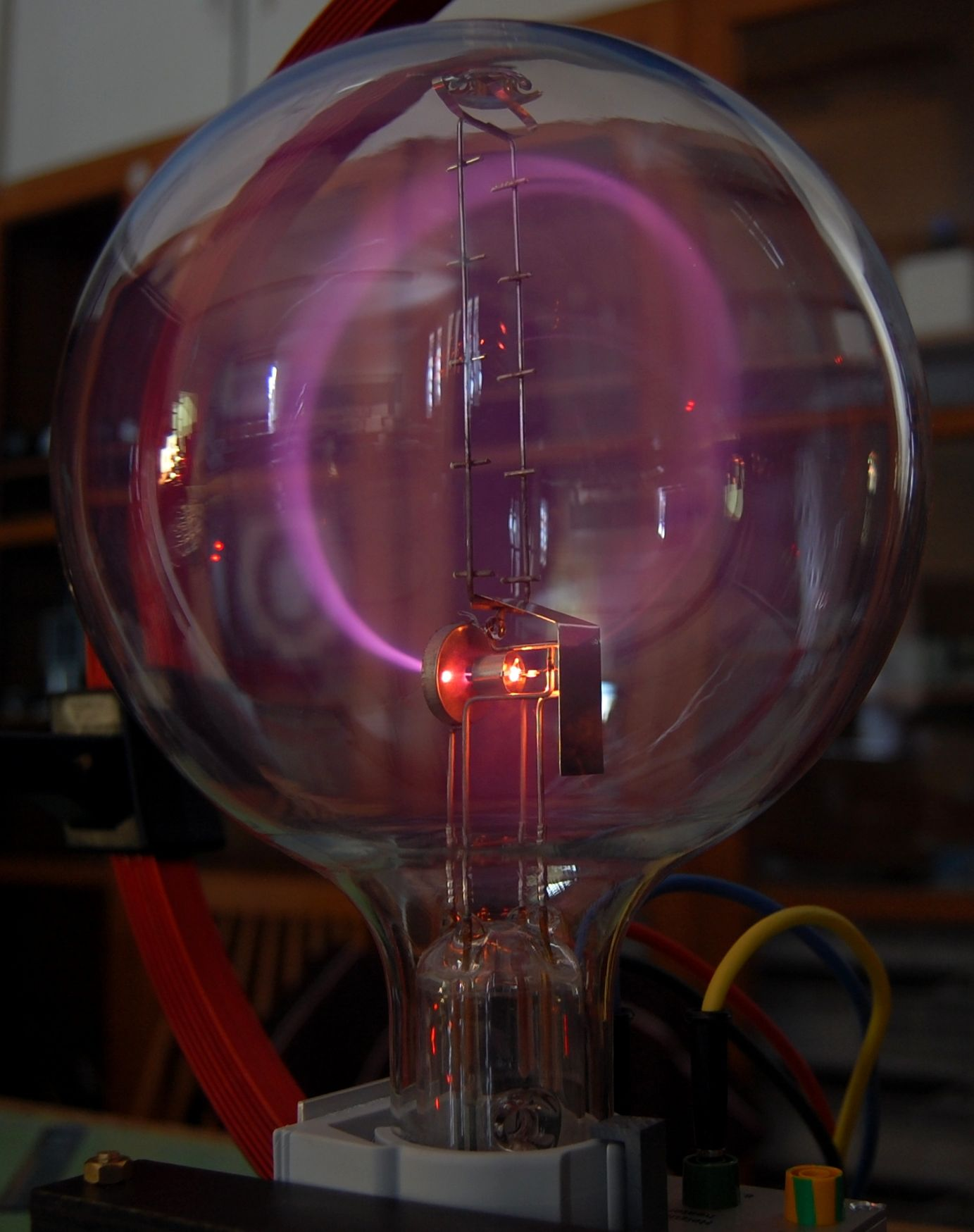
一個真空管中的一束陰極射線被外在的電磁场改變了形狀，成為圓圈狀。在絕對真空的情况下，陰極射線是不可見的，而圖中所見的程紫色的發光現象，則是由陰極射線的諸高速電子撞擊管內殘餘的諸氣體粒子所致。
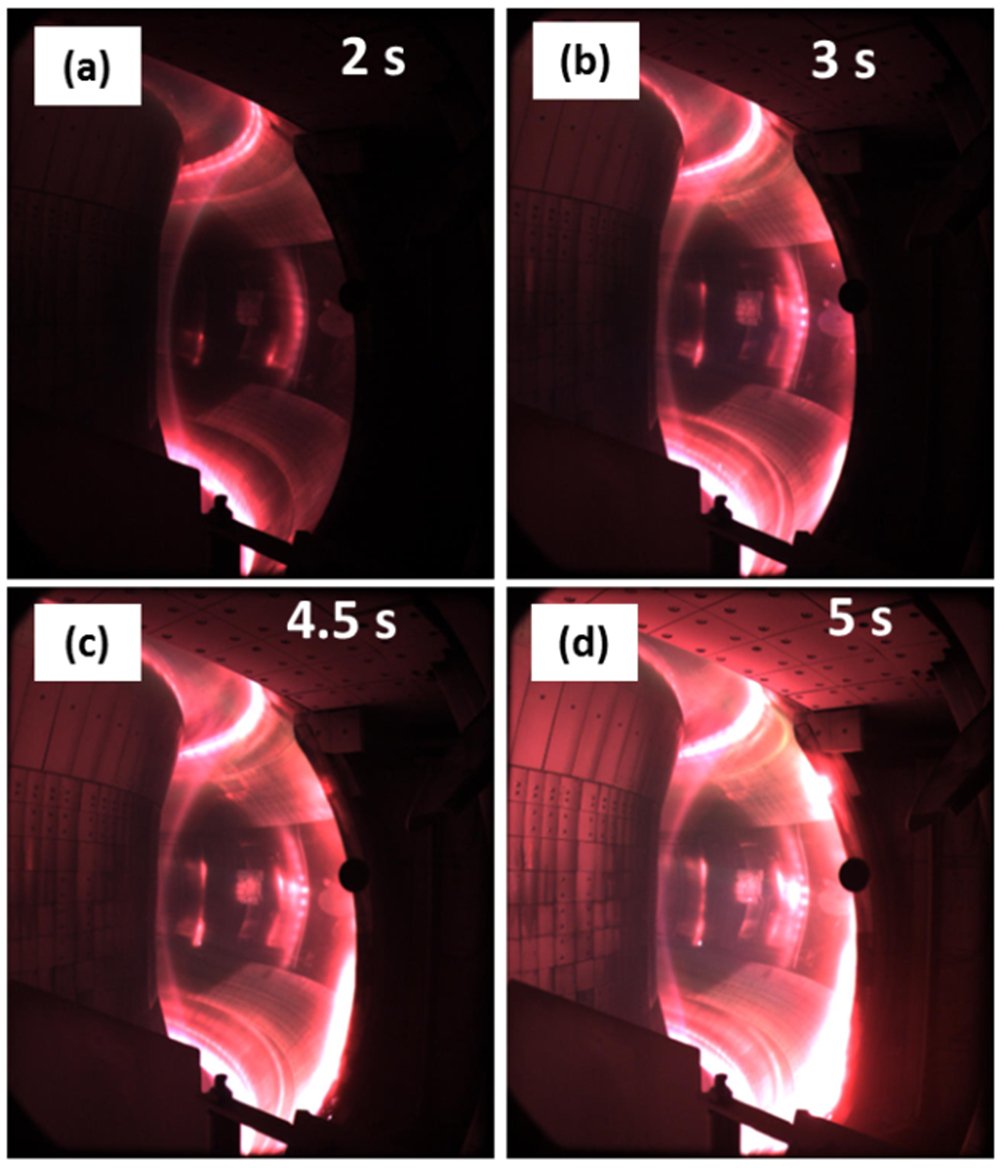
中科院的东方超环中的超高真空室内，受外加的電磁場控制的等离子体。圖中等离子体的紅橘色發光現象，是由等离子体與超高真空室內殘餘的空氣粒子碰撞所致，屬於干扰行為。

## 工商業應用例子
由於等離子體的溫度和密度範圍極廣，所以能應用在許多學術研究、科技及工業範疇中。工業用途有：工業及萃取冶金學、等離子體噴塗等表面處理法、微電子學蝕刻法、金屬切割和焊接等。日常用途有汽車排氣淨化和熒光燈等。另外還有航空航天工程中的超音速燃燒衝壓發動機。
- 等離子炬

- 等離子顯示器
- 熒光燈
- 霓虹燈[59]
- 臭氧發生器
- 弧光燈
- 等離子炬
- 製造半導體器件時用到的等離子，包括反應離子刻蝕、濺鍍、等離子清洗、等離子體增強化學氣相沉積等過程。
- 聚變能研究
- 感應耦合等離子，用於可見光譜法和質譜法，一般在氬氣中形成。
- 磁誘導等離子體，通過微波產生，用於諧振耦合法。

### 標準分類
多數人造等離子體是通過對氣體增加電磁場產生的。實驗室或工業產生的等離子體一般根據以下各項標準分類：
- 所用的能源類型──直流電、射頻源、微波源等等
- 能源的操作壓力──真空（小於10 mTorr，1 Pa）、中等壓力（約1 Torr，100 Pa）、大氣壓力（760 Torr，100 kPa）
- 等離子體的電離度──完全電離、部分電離、弱電離
- 等離子體組成部分的溫度關係──熱等離子體（{\displaystyle T_{e}=T_{i}=T_{gas}}）、冷等離子體（{\displaystyle T_{e}\gg T_{i}=T_{gas}}）
- 生成等離子體所用的電極構造
- 等離子體粒子的磁化強度──完全磁化（離子和電子都受磁場束縛在拉莫軌道上）、部分磁化（只有電子受磁場束縛）、非磁化（磁場太弱，無法把粒子束縛在軌道上，但仍能產生洛倫茲力）

## 學術研究歷史及未來研究方向
威廉·克魯克斯在1879年在他所研製的克魯克斯管中發現等離子體，他稱之為「發光物質」。約瑟夫·湯姆森在1897年研究出克魯克斯管中所含的「陰極射線」物質的真實性質。歐文·朗繆爾在1928年創造了「plasma」一詞，現成為等離子體在歐洲各語言中的名稱，源於希臘文的「πλάσμα」（模塑成型之物）。這樣命名，可能是因為克魯克斯管中的發光體會自行改變成管的形狀。朗繆爾描述道：
除了在電極附近有含極少電子的鞘層以外，電離氣體含有大體相同數量的離子和電子，所以整體空間內的電荷很小。這一離子和電子的電荷達到平衡的空間，我們稱之為「plasma」。
- 等离子物理重要著作列表
- 磁流體力學
- 空間物理學
- 等離子體天體物理學
- 等离子体物理
- 核聚变工程

## 外部連結
- 麻省理工學院I. H. Hutchinson：等離子體概論 （页面存档备份，存于）（英文）
- 怎樣在你的微波爐裡用葡萄製造發光的等離子體 （页面存档备份，存于）|更多視頻 （页面存档备份，存于）（英文）
- OpenPIC3D：用3D混合胞中粒子模型模擬等離子體動力學 （页面存档备份，存于）（英文）
- Plasma Formulary Interactive （页面存档备份，存于）（根據用戶輸入的等離子體參數繪圖的線上工具）（英文）